# Claußnitz
Claußnitz là một đô thị trong huyện Mittelsachsen, bang tự do Sachsen, nước Đức. Đô thị Claußnitz có diện tích 21,12 km², dân số thời điểm ngày 31 tháng 12 năm 2005 là 3451 người.

## Kết nghĩa
- Nová Lúbóva, Slovakia